# Kunlavut Vitidsarn
Kunlavut Vitidsarn (en tailandés: กุลวุฒิ วิทิตศานต์, 11 de mayo de 2001) es un deportista tailandés que compite en bádminton, en la modalidad individual.
Participó en los Juegos Olímpicos de París 2024, obteniendo una medalla de plata en la prueba individual. Ganó dos medallas en el Campeonato Mundial de Bádminton, plata en 2022 y oro en 2023.

## Palmarés internacional
| Juegos Olímpicos   | Juegos Olímpicos       | Juegos Olímpicos | Juegos Olímpicos |
| Año                | Lugar                  | Medalla          | Prueba           |
| ------------------ | ---------------------- | ---------------- | ---------------- |
| 2024               | París (Francia)        | Medalla de plata | Individual       |
| Campeonato Mundial |                        |                  |                  |
| Año                | Lugar                  | Medalla          | Prueba           |
| 2022               | Tokio (Japón)          | Medalla de plata | Individual       |
| 2023               | Copenhague (Dinamarca) | Medalla de oro   | Individual       |